# Jonny Lechenich
Jonny Lechenich (ur. 10 września 1910 w Büsum, zm. 17 czerwca 1972 w Monachium) – niemiecki kapo w nazistowskim obozie koncentracyjnym Auschwitz-Birkenau (nr obozowy 19), uciekinier z obozu, członek oddziałów partyzanckich Armii Krajowej oraz żołnierz 2 Korpusu Polskich Sił Zbrojnych na Zachodzie.

## Życiorys
Pochodził z miejscowości Büsum. Jako więzień kryminalny został osadzony w Konzentrationslager Sachsenhausen. W 1940 roku został wytypowany przez komendanta KL Auschwitz-Birkenau SS-Obersturmbannführera Rudolfa Hössa i 20 maja przetransportowany do nowo powstałego obozu jako jeden z pierwszych 30 więźniów jeszcze przed otwarciem obozu. W Auschwitz był kapo komanda Landwirtschaftu. W raporcie Witolda Pileckiego postawa Lechenicha w obozie została oceniona pozytywnie. Jonny Lechenich uciekł z obozu prawdopodobnie w październiku 1942 roku, ale dokładne informacje na temat jego ucieczki nie są znane. Po ucieczce przystąpił do oddziałów partyzanckich zostając członkiem batalionu „Las” 74 pułku piechoty AK. Dowódcą batalionu „Las” był major Mieczysław Tarchalski. Jonny trafił do plutonu dowodzonego przez ppor. Józefa Kaszę-Kowalskiego ps. „Alma”. W tym czasie podawał się za zestrzelonego brytyjskiego lub australijskiego pilota, w celu zatajenia swojego niemieckiego pochodzenia.
Po wojnie mieszkał w Wielkiej Brytanii oraz Niemczech. Zmarł w Monachium.

## Podobne hasła
- Otto Küsel